# Staniše
Staniše je naselje u slovenskoj Općini Škofji Loki. Staniše se nalazi u pokrajini Gorenjskoj i statističkoj regiji Gorenjskoj. 

## Stanovništvo
Prema popisu stanovništva iz 2002. godine naselje je imalo 8 stanovnika.